# Nathalie Béra-Tagrine
Pour les articles homonymes, voir Béra et Tagrine.
Nathalie Béra-Tagrine est une pianiste française d'origine russe, née le 15 février 1960 à Boulogne-Billancourt.

## Biographie
Dès l'âge de 3 ans 1/2 elle apprend le piano sous la direction de sa mère, la pianiste Nadia Tagrine.
À onze ans, finissant avec un 1er prix sa scolarité à la Schola Cantorum de Paris dans la classe de Nadia Tagrine, elle rentre au Conservatoire national supérieur de musique et de danse de Paris (CNSMDP) dans la classe de solfège spécialisé de Berthe Duru où elle obtient une 1re médaille. La même année, elle remporte un 1er prix à l'unanimité en Supérieur au "Royaume de la Musique". Ce prix lui offre l’occasion de jouer à la salle Pleyel à Paris en soliste avec l'orchestre de l'ORTF, sous la direction de Pol Mule.
L'année de ses douze ans, elle reçoit le Prix d'honneur à l'unanimité au concours international Léopold Bellan et quelques mois plus tard entre première nommée dans les classes supérieures de piano du CNSMDP chez Lucette Descaves. Elle suit également l'enseignement de Jean Hubeau en musique de chambre, de Jacqueline Robin en déchiffrage, de Françoise Rieunier en analyse musicale ainsi que de Jeanine Rueff et Roger Boutry en harmonie. Les années suivantes, elle joue plusieurs fois au Théâtre des Champs-Élysées dans le cadre des « Musigrains », en récital ou avec orchestre.
À seize ans, elle obtient au CNSMDP un 1er prix de piano et un 1er prix de musique de chambre.
Elle remporte à dix-sept ans le 1er prix au concours international de piano Robert Casadesus à Cleveland (USA).
La même année elle est reçue au CNSMDP en cycle de perfectionnement de piano  (classe de Ventsislav Yankoff, assistante Nadia Tagrine) et de musique de chambre (classe de Jean Hubeau). Sa jeune carrière  s’enrichit alors de nombreux engagements en France et à l'étranger (Europe, USA, Japon..) ainsi que des émissions dans diverses radios et télévisions françaises et internationales.
Tout en continuant de travailler avec Nadia Tagrine, elle enrichira son répertoire grâce à des rencontres avec des maîtres tels que György Sebök, Vlado Perlemuter, Manuel Rosenthal, Gaby Casadesus, Lily Kraus, Dimitri Baskirov et Sulamita Aronovsky.
D’autres récompenses s’ajouteront à son palmarès :
- 1977 - Artiste-soliste de Radio France.
- 1979 - 2e prix du concours international de piano d'Épinal[2] (France)
- 1981 - Grand prix Bruce Hungerford aux Young Concert Artists à New York - (USA)
- 1983 - 1re nommée au concours international de piano Clara Haskil (Montreux-Vevey)[3]
- 1983 - 3e grand prix du concours Chopin de Majorque (Espagne)

Mariée depuis 1979 à Bertrand Mercier, ingénieur Polytechnicien, docteur ès sciences, elle concilie durant 25 ans une vie de concertiste internationale avec une vie de mère de quatre enfants et de professeur.
Elle est la soliste de grands orchestres tels que le Cleveland Orchestra ou l’Orchestre national de Lille et joue entre-autres, sous la direction de Lorin Maazel, Jean-Claude Casadesus, Philippe Bender, Sylvain Cambreling, Paul Staicu ou Trajan Popesco.
Ses partenaires de musique de chambre sont les flûtistes Jean-Pierre Rampal et Shigenuri Kudo, les violoncellistes Maurice Baquet, Dominique de Williencourt, Cécilia Tsan, les violonistes Alexandre Schneider, Devy Erlih, Olivier Charlier, Annick Roussin, Geneviève Laurenceau, la harpiste Lily Laskine, la soprano Ariane Douguet.
Depuis 2000, elle s’est peu à peu éloignée des scènes internationales pour se consacrer davantage à ses enfants et à l’enseignement qui la passionne.
En septembre 2011 et juin 2012 paraissent, aux éditions Van de Velde, les volumes 1 et 2 de la Méthode Tagrine qui transmet l’enseignement qu’elle a reçu de sa mère. Elle en compose les morceaux.
En janvier 2016, sont publiés, toujours aux éditions Van de Velde, 4 recueils contenant 21 "Pièces récréatives" qui complètent la Méthode Tagrine.
En octobre 2017, est publiée une pièce pour piano: "Terminal 2", éditions Van de Velde 
En septembre 2020 paraissent deux nouveaux recueils, toujours aux éditions Van de Velde : "Allures, 8 mesures pour un geste" et "Les soirées musicales du Trans-Sibérien" contenant 5 pièces progressives.
En septembre 2021 paraissent 4 recueils progressifs pour piano et violon intitulés Pièces récréatives contenant 53 pièces pour le 1er cycle de violon. Écrits en duo avec la violoniste Francine Trachier, ces recueils contiennent des créations mais également des adaptations de ses pièces pour piano déjà parues.
En novembre 2022 un recueil intitulé Fière Allure paraît (éditions Van de Velde), consacré aux difficultés pianistiques. Ce sont 22 pièces de 8 mesures pour la fin du 2e et 3e cycle.

## Discographie
- 1982 - 33 t : Chabrier - Fauré - Ravel - Satie - Milhaud (Pianissime[7])
- 1990 - CD : Chopin - Liszt (Vogue)[8]
- 1992-2000 - CD : Scriabine: 3 pièces op 2 - Intégrale des mazurkas op 3-4 études op 8. (Adda)[9]
- 1994 - CD Ravel : Gaspard de la nuit - Sonatine - Jeux d'eau - Oiseaux tristes. (Vibrato Musique)[10]
- 1995-2000 - CD "Piano-Passion" : pièces diverses: Schubert - Chopin - Schumann - Liszt - Mendelssohn - Pierné - Scriabine. (Vibrato Musique - NBT001)